# Le Miracle de Maude
 (août 2022).
Si vous disposez d'ouvrages ou d'articles de référence ou si vous connaissez des sites web de qualité traitant du thème abordé ici, merci de compléter l'article en donnant les références utiles à sa vérifiabilité et en les liant à la section « Notes et références ».
Le Miracle de Maude (France) ou Le seigneur est mon parc Belmont (Québec) (I'm Goin' to Praise Land) est le 19e épisode de la saison 12 de la série télévisée d'animation Les Simpson.

## Synopsis
Lors d'une kermesse de la paroisse, Ned Flanders recroise le chemin de Rachel Jordan chanteuse de rock chrétien dont il avait déjà fait la rencontre après la mort de sa femme Maude. Il l'invite à prendre un verre, puis à passer la nuit à son domicile plutôt que d'aller à l'hôtel. Ned encore sous le choc de la mort de sa femme coiffe Rachel à l'effigie de Maude alors qu'elle se reposait dans sa chambre où tout rappelle la défunte épouse. Rachel se réveille horrifiée et fuit. 
Flanders vient alors supplier Homer Simpson de faire le tri parmi ses souvenirs. Celui-ci la change en une nouvelle pièce pratiquement vide en détruisant tous les anciens objets présents, le seul souvenir de Maude reste un carnet de croquis oublié par Homer. Flanders, en le lisant, découvre que Maude avait un rêve : un parc d'attractions chrétien nommé Ferveurland. Flanders réalise le rêve posthume de Maude. Le projet est un fiasco, jusqu'au jour où les visiteurs ont des visions devant la statue de Maude. Flanders découvre que c'est le gaz qui provoque ces hallucinations et veut fermer le parc par sécurité, mais Homer l'incite à profiter du faux miracle et Marge lui suggère de faire don de l'argent aux orphelins.
Cela continuera jusqu'à ce que 2 orphelins, voulant faire une prière, allument des bougies près de la fuite de gaz au pied de la statue. Homer et Flanders se jettent sur eux pour les sauver, mais les visiteurs ne le comprennent pas et partent tous scandalisés, ce qui condamne le parc. Rachel rejoint Ned à la fin de l'épisode, puis on les retrouve dans la chambre au moment où il prend la grave décision d'effacer le dernier souvenir de sa femme, c'est-à-dire la forme de son corps gardée intacte dans le lit grâce à de l'amidon.